# Farid Simajka
Farid Simajka (arab. فريد سميكة, ur. 12 czerwca 1907 w Aleksandrii, zm. 11 września 1943 w okolicach Makasaru) – egipski skoczek do wody. Dwukrotny medalista olimpijski z Amsterdamu.
Zawody w 1928 były jego jedynymi igrzyskami olimpijskimi. Był drugi w skokach z wieży i zajął trzecie w rywalizacji na trampolinie. W 1982 został przyjęty do International Swimming Hall of Fame. Trenował oraz startował w zawodach w Stanach Zjednoczonych i późniejszych latach otrzymał amerykańskie obywatelstwo. Służył jako pilot w United States Air Force, zginął w okolicach Makasaru, w obecnej Indonezji.